# Abelard de Hauteville
Abelard de Hauteville (Abélard, Abelardo, Abailardo) (n. cca. 1044–d. 1081) a fost un nobil normand din Dinastia Hauteville din sudul Italiei.
Abelard era fiul mai mare al lui Umfredo, conte de Apulia și Calabria (1051–1057) cu soția sa, longobarda, Gaitelgrima de Salerno. Abelard urma să moștenească pământurile tatălui său, însă Robert Guiscard, unchiul și protectorul său, ales conte la moartea lui Umfredo, le-a confiscat.
În aprilie 1064, Abelard s-a aliat cu trei baroni nemulțumiți: (Godefroi de Conversano, Josselin de Molfetta și Robert de Montescaglioso), într-o rebeliune contra lui Robert Guiscard, care tocmai plecase pentru a cuceri Sicilia de la sarazini. Răsculații au primit ajutor financiar și militar de la Perenos, ducele bizantin de Durazzo, revolta durând vreme de cîțiva ani, fără să fi avut loc o confruntare decisivă cu forțele loiale lui Robert. În 1 ianuarie 1068, Roman Diogenes a fost aclamat ca împărat la Constantinopol, iar bizantinii și-au concentrat atenția și forțele către amenințarea turcilor selgiucizi dinspre răsărit. Modificarea i-a acordat lui Guiscard mână liberă în Italia, drept pentru care coaliția rebelilor s-a desființat, singurul care mai manifesta rezistență fiind contele Godefroi de Conversano. Abelard a fost exilat, însă Robert i-a acordat iertarea, ca și câteva cetăți.
Abelard s-a revoltat din nou la sfârșitul lui decembrie 1071. El a recrutat printre trupele sale nu numai bizantini, dar și pe fratele său Herman, a cărui moștenire fusese de asemenea confiscată de către Robert Guiscard, ca și pe seniorii de Giovinazzo și Trani. În ajutorul răsculaților au venit și principii Richard Drengot de Capua și Gisulf al II-lea de Salerno, ambii temîndu-se de puterea crescândă a lui Robert Guiscard. Cu toate acestea, Robert nu a abandonat asediul asupra Palermo și campania siciliană. El a preferat să ignore insurecția, care pe atunci s-a extins și în Calabria.

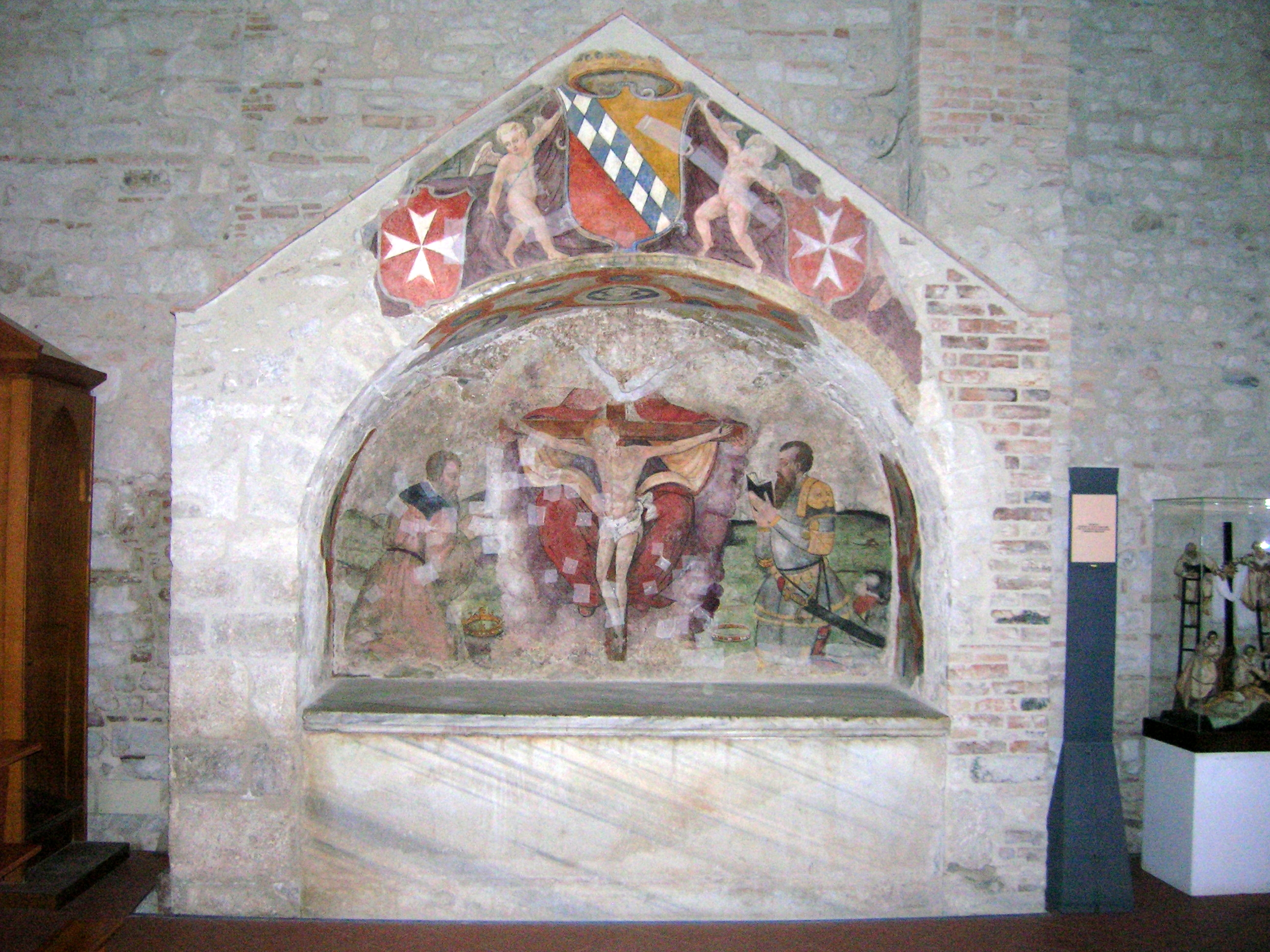
Mormântul familiei de Hauteville, Abația Sfintei Treimi din Venosa.

Palermo a capitulat în 1072, iar Robert a revenit în peninsulă anul următor, anihilând cu ușurință pe cei mai mulți dintre răsculați. Cu toate acestea, el a căzut bolnav la Trani și dus la Bari, unde soția sa, Sichelgaita i-a convins pe baroni să îl proclame ca moștenitor pe fiul său, Roger Borsa. Abelard a fost singurul dintre baroni care nu a fost de acord cu alegerea acestuia, pretinzând că moștenitorul de drept al ducatului de Apulia era el însuși. El s-a răsculat din nou în 1078, având alături pe Godefroi de Conversano și pe Petru al II-lea de Trani și bucurându-se de sprijinul principelui Iordan I de Capua, fiul lui Richard I. O pace separată s-a încheiat cu Iordan, iar rebeliunea, care inițial era foarte bine organizată, s-a desființat în 1079. Abelard a fost exilat în 1080. El a călătorit la Constantinopol împreună cu fratele său Herman, cei doi fiind întâmpinați cordial de către împăratul Alexios I Comnen, de asemenea inamic al lui Robert Guiscard. Abelard a murit, poate asasinat, probabil în Illyria, în 1081. Abelard de Hauteville a fost înmormântat în Grecia, nemairevenind niciodată la Venosa, unde cea mai mare parte a familiei sale era înmormântată.